# 車載動画
車載動画（しゃさいどうが）は、ビデオカメラなどを車に載せて撮る動画のことである。モータースポーツでは「オンボードカメラ」または単に「オンボード」と呼ばれている。

## 概要
自動車・オートバイ・自転車にビデオカメラなどを進行方向に向けて設置し、撮影しながら走行することで走行中の自車前方の映像をリアルタイムで記録した動画である。その性質より、運転者本人や映ったものに対する証拠となりやすい。撮影機材がカメラ付き携帯電話で十分に高画質で長時間撮れることと、動画編集ソフトウェアも手ごろになったことにより動画の1ジャンルとして投稿数がある。
「車載動画」と呼ぶ場合は動画編集ソフトでBGMやテロップなどを追加したり、倍速にするなどの編集を行ったうえで動画共有サイトに投稿されることが多い。狭隘な峠道など、自動車での走行の困難な国道（「酷道」と呼ばれる）や主要地方道を走行した動画が投稿される例もある。
リアルタイム性が高いため、事故や交通違反の記録も残る。そのためアップロードした者が逮捕されたこともある。

## 歴史
映画『栄光のル・マン』は、1970年のル・マン24時間レースにフィルム映画撮影用カメラを積み込んだスポーツカーで実際に参戦・撮影した映像と、映画向けに脚色の意味で撮影したシーンとを組み合わせた映像で構成される。しかしそれ以前からも、例えば自動車レースの最高峰であるF1レースでは、古くは1950年代のファン・マヌエル・ファンジオ・1960年代のジム・クラークほか多数のドライバーによる走行動画が残っており、テレビ番組という点では1980年代以降から無線転送可能な小型オンボード・カメラによるドライバー目線での実況走行場面が中継されるなどして、人気を博した。
もっとも、一般的なドライバーが手軽に長時間の車載動画を撮影できる環境が整ってきたのは、おもに動画撮影機器が廉価になってきた20世紀末からのことである。またそれらの“文化”としての興隆は、一般市民でも低料金でインターネットが活用できるレベルへの普及・およびそれにともなう動画共有サイトの設立など、一般人が動画を気軽に投稿できる環境の整備によるところが大きい。

## モータースポーツ（オンボードカメラ）
ドライバーや車室内の様子が一目でわかるように設置されている。複数のカメラが設置されている場合もある。しかし、競技車両のコックピットは軽量化などにより競技に必要なもの以外は極限まで省かれるため市販車と比較してかなり無機質で目立つ特徴がなく、一目ではどの車両（ドライバー）かわかりにくい。そのため動画編集なしでも即座に車両が特定しやすいように工夫されている。以下のメリットより、オンボードカメラの搭載は広がっている。
興行面の効果では、現場ではわからないドライバーの状況や、観客が目にすることができないドライバーの行動・目線を観客に提供し臨場感ある映像を提供できる。またクラッシュなどのトラブルや反則と思しき行為があった際も現場に近い動画が残るため、原因追及やドライバーの行動に問題がなかったかの確認ができるという競技進行上のメリットも存在する。また副次的な効果だが仮に当事者同士のカメラではわかりづらかった・当事者同士の意見の食い違いが発生した場合、近傍を走行していた車両に搭載されていたカメラが「目撃者」となるためより公平な裁定がやりやすくなる。